# Chthonius ischnocheles reductus
Chthonius ischnocheles reductus es una subespecie de arácnido  del orden Pseudoscorpionida de la familia Chthoniidae.

## Distribución geográfica
Se encuentra en el sur de Europa.